# AHL 1980/81
Die Saison 1980/81 war die 45. reguläre Saison der American Hockey League (AHL). Während der regulären Saison bestritten die neun Teams der Liga jeweils 80 Begegnungen. Die acht besten Mannschaften der AHL spielten anschließend in einer Play-off-Runde um den Calder Cup.

## Teamänderungen
Folgende Änderungen wurden vor Beginn der Saison vorgenommen:
- Die Syracuse Firebirds stellten den Spielbetrieb ein
- Die Binghamton Dusters wurden verkauft und spielten fortan unter dem Namen Binghamton Whalers

## Reguläre Saison

### Abschlusstabellen
Abkürzungen: GP = Spiele, W = Siege, L = Niederlagen, T = Unentschieden, OTL = Niederlage nach Overtime, GF = Erzielte Tore, GA = Gegentore, Pts = Punkte

Erläuterungen: In Klammern befindet sich die Platzierung innerhalb der Conference;       = Playoff-Qualifikation,       = Division-Sieger,       = Conference-Sieger

#### Reguläre Saison
| North Division        | GP | W  | L  | T  | GF  | GA  | Pts |
| --------------------- | -- | -- | -- | -- | --- | --- | --- |
| Maine Mariners        | 80 | 45 | 28 | 7  | 319 | 292 | 97  |
| New Brunswick Hawks   | 80 | 37 | 33 | 10 | 317 | 298 | 84  |
| Nova Scotia Voyageurs | 80 | 38 | 37 | 5  | 335 | 298 | 81  |
| Springfield Indians   | 80 | 34 | 41 | 5  | 312 | 343 | 73  |

| South Division       | GP | W  | L  | T  | GF  | GA  | Pts |
| -------------------- | -- | -- | -- | -- | --- | --- | --- |
| Hershey Bears        | 80 | 47 | 24 | 9  | 357 | 299 | 103 |
| Adirondack Red Wings | 80 | 35 | 40 | 5  | 305 | 328 | 75  |
| Binghamton Whalers   | 80 | 32 | 42 | 6  | 296 | 336 | 70  |
| New Haven Nighthawks | 80 | 29 | 40 | 11 | 295 | 321 | 69  |
| Rochester Americans  | 80 | 30 | 42 | 8  | 295 | 316 | 68  |

### Beste Scorer
Abkürzungen: GP = Spiele, G = Tore, A = Assists, Pts = Punkte, +/- = Plus/Minus, PIM = Strafminuten; Fett: Saisonbestwert
| Spieler             | Team                  | GP | G  | A  | Pts | PIM |
| ------------------- | --------------------- | -- | -- | -- | --- | --- |
| Mark Lofthouse      | Hershey Bears         | 74 | 48 | 55 | 103 | 131 |
| Dan Daoust          | Nova Scotia Voyageurs | 80 | 38 | 60 | 98  | 106 |
| Tony Cassolato      | Hershey Bears         | 74 | 48 | 46 | 94  | 23  |
| Dave Gorman         | Nova Scotia Voyageurs | 78 | 43 | 47 | 90  | 82  |
| Norm Aubin          | New Brunswick Hawks   | 79 | 43 | 46 | 89  | 99  |
| Guy Carbonneau      | Nova Scotia Voyageurs | 78 | 35 | 53 | 88  | 87  |
| Jean-François Sauvé | Rochester Americans   | 56 | 29 | 54 | 83  | 21  |
| Craig Levie         | Nova Scotia Voyageurs | 80 | 20 | 62 | 82  | 162 |
| Paul Evans          | Maine Mariners        | 78 | 28 | 52 | 80  | 49  |
| Reg Thomas          | Nova Scotia Voyageurs | 74 | 36 | 43 | 79  | 90  |

## Calder-Cup-Playoffs

### Modus
Für die Play-offs qualifizierten sich die acht besten Mannschaften der AHL. In den ersten zwei Play-off-Runden wurden die Sieger der jeweiligen Divisions ausgespielt. In Runde drei trafen die beiden Division-Sieger im Finale aufeinander. Die ersten beiden Play-off-Runden, sowie das Finale wurden im Modus Best-of-Seven ausgespielt.

### Play-off-Übersicht
| Division Halbfinale | Division Halbfinale   | Division Halbfinale  |    |                      | Division Finals | Division Finals | Division Finals |  |  | Calder Cup Finale | Calder Cup Finale | Calder Cup Finale |
|                     |                       |                      |    |                      |                 |                 |                 |  |  |                   |                   |                   |
| N1                  | Maine Mariners        | 4                    |    |                      |                 |                 |                 |  |  |                   |                   |                   |
| N4                  | Springfield Indians   | 3                    |    |                      |                 |                 |                 |  |  |                   |                   |                   |
| N4                  | Springfield Indians   | 3                    | N1 | Maine Mariners       | 4               |                 |                 |  |  |                   |                   |                   |
| North Division      |                       |                      | N1 | Maine Mariners       | 4               |                 |                 |  |  |                   |                   |                   |
|                     | N2                    | New Brunswick Hawks  | 3  |                      |                 |                 |                 |  |  |                   |                   |                   |
| N2                  | N2                    | New Brunswick Hawks  | 3  | New Brunswick Hawks  | 4               |                 |                 |  |  |                   |                   |                   |
| N2                  |                       |                      |    | New Brunswick Hawks  | 4               |                 |                 |  |  |                   |                   |                   |
| N3                  | Nova Scotia Voyageurs | 2                    |    |                      |                 |                 |                 |  |  |                   |                   |                   |
| N3                  | Nova Scotia Voyageurs | 2                    | N1 | Maine Mariners       | 2               |                 |                 |  |  |                   |                   |                   |
|                     |                       |                      |    | Maine Mariners       | 2               |                 |                 |  |  |                   |                   |                   |
|                     | S2                    | Adirondack Red Wings | 4  |                      |                 |                 |                 |  |  |                   |                   |                   |
| S1                  | S2                    | Adirondack Red Wings | 4  | Hershey Bears        | 4               |                 |                 |  |  |                   |                   |                   |
| S1                  |                       |                      |    | Hershey Bears        | 4               |                 |                 |  |  |                   |                   |                   |
| S4                  | New Haven Nighthawks  | 0                    |    |                      |                 |                 |                 |  |  |                   |                   |                   |
| S4                  | New Haven Nighthawks  | 0                    | S1 | Hershey Bears        | 2               |                 |                 |  |  |                   |                   |                   |
| South Division      |                       |                      | S1 | Hershey Bears        | 2               |                 |                 |  |  |                   |                   |                   |
|                     | S2                    | Adirondack Red Wings | 4  |                      |                 |                 |                 |  |  |                   |                   |                   |
| S2                  | S2                    | Adirondack Red Wings | 4  | Adirondack Red Wings | 4               |                 |                 |  |  |                   |                   |                   |
| S2                  |                       |                      |    | Adirondack Red Wings | 4               |                 |                 |  |  |                   |                   |                   |
| S3                  | Binghamton Whalers    | 2                    |    |                      |                 |                 |                 |  |  |                   |                   |                   |

### Calder-Cup-Sieger
| Calder-Cup-Sieger Adirondack Red Wings | Torhüter: Al Jensen, Wayne Wood Verteidiger: Tom Bladon, Réjean Cloutier, Dave Hanson, Bill Hogaboam, Greg Joly, Brian McDavid, Steve Short, Rick Vasko Angreifer: Mike Blaisdell, Dan Bolduc, Carmine Cirella, Mal Davis, Jody Gage, Brian Johnson, Jean-Paul LeBlanc, George Lyle, Pete Mahovlich, Ted Nolan, Mark Osborne, Dennis Polonich Cheftrainer: Jean-Paul LeBlanc, Tom Webster General Manager: Ned Harkness |

## Vergebene Trophäen

### Mannschaftstrophäen
| Auszeichnung                                                             | Team                 |
| ------------------------------------------------------------------------ | -------------------- |
| Calder Cup Gewinner der AHL-Playoffs                                     | Adirondack Red Wings |
| F. G. „Teddy“ Oke Trophy Bestes Team der North Division, Reguläre Saison | Maine Mariners       |
| John D. Chick Trophy Bestes Team der South Division, Reguläre Saison     | Hershey Bears        |

### Individuelle Trophäen
| Auszeichnung                                                                                    | Spieler         | Team                  |
| ----------------------------------------------------------------------------------------------- | --------------- | --------------------- |
| Les Cunningham Award MVP der regulären Saison                                                   | Pelle Lindbergh | Maine Mariners        |
| John B. Sollenberger Trophy Bester Scorer                                                       | Mike Lofthouse  | Hershey Bears         |
| Dudley „Red“ Garrett Memorial Award Bester Rookie                                               | Pelle Lindbergh | Maine Mariners        |
| Eddie Shore Award Bester Verteidiger                                                            | Craig Levie     | Nova Scotia Voyageurs |
| Harry „Hap“ Holmes Memorial Award Torhüter mit dem geringsten Gegentorschnitt                   | Pelle Lindbergh | Maine Mariners        |
| Harry „Hap“ Holmes Memorial Award Torhüter mit dem geringsten Gegentorschnitt                   | Robbie Moore    | Maine Mariners        |
| Louis A. R. Pieri Memorial Award Bester Trainer                                                 | Bob McCammon    | Maine Mariners        |
| Fred T. Hunt Memorial Award Für den Spieler, der durch Fairness, Einsatz und Hingabe herausragt | Tony Cassolato  | Hershey Bears         |